# Antong
Antong is een bestuurslaag in het regentschap Aceh Barat van de provincie Atjeh, Indonesië. Antong telt 80 inwoners (volkstelling 2010).